# Voinjama
Voinjama is de hoofdplaats van de Liberiaanse county Lofa.
Bij de volkstelling van 2008 telde Voinjama 26.594 inwoners.

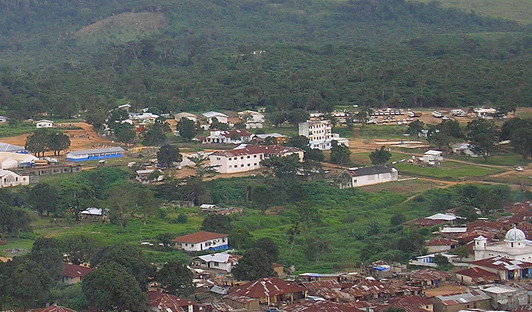
Voinjama